# Tippeligaen de 1992
A edição de 1992 da Tippeligaen foi marcada pelo início de uma hegemonia do Rosenborg que viria a durar treze anos. Neste ano, doze equipes disputaram o torneio, jogando todos contra todos , sendo que a equipe que acumulasse mais pontos venceria. O décimo colocado disputa uma série de repescagem para se decidir se permanece ou não na primeira divisão, enquanto os dois últimos colocados são automaticamente despromovidos à segunda divisão.